# Die Sirenen des Titan
Die Sirenen des Titan (englischer Originaltitel: The Sirens of Titan) ist ein satirisch-philosophischer Science-Fiction-Roman des US-amerikanischen Schriftstellers Kurt Vonnegut. Er gilt als eines seiner Hauptwerke.

## Entstehung
Der Roman entstand hauptsächlich im Winter 1958/59 und erschien 1959 im New Yorker Verlag Dell Publishing in einer Startauflage von 2500 Stück. Er fand zunächst kaum Beachtung, unter anderem weil der Verlag die Erstausgabe zunächst als Taschenbuch herausbrachte, statt wie sonst üblich in einer anspruchsvollen Hardcover-Ausgabe. Diese erschien erst im Februar 1961. Jedoch wurde der Roman 1960 für den Hugo Award nominiert, wobei die Auszeichnung in dem Jahr an Robert A. Heinlein und seinen Roman Starship Troopers ging.
Erst als Vonnegut mit seinem Antikriegsroman Schlachthof 5 (1969) schlagartig berühmt wurde, fand auch Die Sirenen des Titan ein größeres Echo. Es erschienen in der Folge zahlreiche Übersetzungen, 1979 auch eine deutsche Übersetzung von Harry Rowohlt.
Wie alle Romane Vonneguts ist Die Sirenen des Titan in einer äußerst schlichten Sprache verfasst und relativ kurz. Die Erstausgabe umfasst nur 319 Seiten.

## Handlung
1. Kapitel. Vor dem Landsitz der Familie Rumfoord in Newport, Rhode Island, hofft eine Menschenmenge, Zeuge eines einzigartigen Schauspiels zu werden – der Materialisierung von Winston Niles Rumfoord und seinem großen schwarzen Hund Kazak. Kurz zuvor wird die Menge jedoch abgelenkt, und in einer Limousine fährt Malachi Constant aus Hollywood, der reichste Amerikaner, unbemerkt auf den Landsitz, einer Einladung von Beatrice Rumfoord (34) folgend. Rumfoord existiert als Wellenphänomen, das in einer verzerrten Spirale zwischen Sonne und Beteigeuze pulsiert. Zwei Tagesreisen vom Mars ist er in ein „chrono-synklastisches Infundibulum“ geraten und materialisiert sich nun. Rumfoord kann Gedanken lesen und prophezeit Constant: Er werde auf dem Mars Beatrice Rumfoord heiraten und mit ihr ein Kind namens Chrono zeugen. Anschließend werde er einige Jahre auf dem Merkur leben, noch einmal auf die Erde zurückkehren und schließlich auf dem Titan sterben. Rumfoord zeigt Constant ein Foto der drei Sirenen des Titan – der schönsten Frauen des Universums.
2. Kapitel. Malachi Constant kehrt auf sein Anwesen in Hollywood zurück und schreibt beleidigende Briefe an Beatrice Rumfoord, die ebenfalls alles unternimmt, damit die Prophezeiung nicht eintrifft. Einige Tage später wird Beatrice durch eine Fehlspekulation an der Börse ruiniert. Constant feiert eine große Party, an deren Ende er erfährt, dass er völlig bankrott ist.
3. Kapitel. Ransom K. Fern (60), Präsident des Constant’schen Wirtschaftsimperiums Magnum Opus Inc., erklärt Constant, die Firma sei bereits aufgelöst: Constant hat im Rausch 131 Ölquellen verschenkt, zudem wurde festgestellt, dass durch seine Zigarettenmarke MoonMist Tobacco ca. 10 Millionen Menschen sterilisiert wurden, die nun gegen Constant klagen werden. Die geschätzten Prozesskosten werden sich auf 5 Milliarden US-Dollar belaufen. Constant geht noch einmal in das Zimmer 223 des Wilburhampton-Hotels in Los Angeles, in dem sein Vater gelebt hatte, und liest dessen letzten Brief. Zwei Mars-Agenten entführen ihn in einer Fliegenden Untertasse. Beatrice wird von ihrem Anwesen in Newport entführt.
4. Kapitel. Es sind mehrere Jahre vergangen, Malachi Constant lebt nun auf dem Mars, wo er als „Onkelchen“ bezeichnet wird. Er dient als einfacher Gefreiter in der Mars-Armee, mit gereinigtem Gedächtnis, und wie fast alle über Funk ferngesteuert. Bei einer Exekution erwürgt er einen zum Tode Verurteilten. Der Sterbende flüstert ihm noch zu: „Blauer Stein, Onkelchen, Unterkunft 12, Brief.“
5. Kapitel. Wieder in seiner Unterkunft, versucht Boaz – einer der wahren Befehlshaber, der nicht ferngesteuert wird – sich mit Onkelchen anzufreunden. Onkelchen geht zur Unterkunft 12 und liest den Brief, den er sich vor der Gehirnreinigung selbst geschrieben hatte. Er enthält alle Informationen, die Onkelchen und Stony über das Mars-Leben zusammentragen konnten, darunter die Gewissheit, dass der Oberbefehlshaber der Mars-Armee ein Mann mit einem Hund ist, der regelmäßig alle 111 Tage erscheint. Außerdem erfährt er, dass auf dem Mars auch seine Frau Bea und ihr gemeinsamer Sohn Chrono (8) leben.
6. Kapitel. Die Mars-Armee greift die Erde an. Onkelchen desertiert, findet Chrono und versucht, ihn zur gemeinsamen Flucht zu überreden. Chrono hat ihn nie gesehen und kein Interesse an einer Flucht. Bea kann sich ebenfalls an nichts erinnern. Onkelchen wird ohnmächtig und erwacht in einem Raumschiff. Rumfoord, an den sich wiederum Onkelchen nicht erinnern kann, erscheint und erzählt, wie die Mars-Soldaten Onkelchen, der damals noch Oberstleutnant war, von einer hochmütigen Schönheit berichteten, die in einer verschlossenen Luxuskabine lebe. Da er sehr ehrgeizig war, sei er bei der Frau eingedrungen, die aber in Wahrheit schwach und eher gewöhnlich war. Es war Beatrice, mit der er das prophezeite Kind gezeugt hatte. Rumfoord prophezeit nun: Onkelchen wird den Rest seines Lebens versuchen, die Liebe dieser Frau und ihres gemeinsamen Sohnes zu erringen. Boaz kommt, steigt ebenfalls in die Rakete und drückt auf Anraten Rumfoords den Start-Knopf.
7. Kapitel. Die gesamte Mars-Bevölkerung landet auf der Erde, um sie zu erobern. Der einzige militärische Erfolg ist die vorübergehende Besetzung einer Metzgerei in Basel. Der Krieg dauert nur 67 Tage und endet damit, dass der Mars entvölkert ist und die Erdbewohner sich über die Naivität der Mars-Bewohner lustig machen, die überall, wo sie auftauchen, massakriert werden. Der vollständige Selbstmord des Mars, der danach nicht mehr bewohnbar ist, war Rumfoords Plan. Den technologischen Teil besorgte Salo, Rumfoords Freund auf dem Titan, der im Besitz des UWZW ist, dem Universalen Willen zu Werden. Rumfoords Plan geht auf: Die Erdbewohner glauben nach dem mühelosen Endsieg über den Mars, dass sie fast unbewaffnete Heilige ermordet haben, die mit dem Ziel kamen, die Erdbevölkerung durch das verbindende Gefühl einer tiefen Schuld endlich zu einen. Überlebt haben nur Bea und Chrono, die im Regenwald des Amazonas landeten, außerdem Boaz und Onkelchen, die Rumfoord auf den Merkur geschickt hat. Rumfoord will, dass Onkelchen nach einigen Jahren wie durch ein Wunder wiederkehrt und die Hauptfigur einer neuen Religion wird. Rumfoord verkündet seine neue Religion und erklärt sich zu deren Oberhaupt: Die Kirche Gottes des Gleichgültigen. Die zwei Hauptlehren sind: „Der Mensch kann Gott weder helfen, noch etwas zu seinem Gefallen tun. Das Schicksal kommt nicht aus Gottes Hand.“
8. Kapitel. Onkelchen und Boaz landen auf dem Merkur und gelangen durch den vorprogrammierten Navigations-Computer in die tiefste Höhle des Planeten. Dort leben die Harmoniums, kleine gelbe Lebewesen, die sich vom Gesang des Merkur ernähren. Einen Rückweg nach oben scheint es nicht zu geben, da man das Raumschiff nur abwärts navigieren kann. Die Harmoniums formen mit ihren Körpern eine Botschaft: „DIES IST EIN INTELLIGENZTEST!“
9. Kapitel. Die Botschaft wurde von Rumfoord angebracht, dessen Spuren Onkelchen nach drei Jahren entdeckt. Boaz veranstaltet Tonbandkonzerte für die Harmoniums und erfindet eine Vorrichtung, wie sie Musik hören können, ohne an ihrer Ekstase zu sterben. Daraufhin findet er eines Tages die Botschaft: „BOAZ, WIR LIEBEN DICH.“ Onkelchen findet die Botschaft: „ONKELCHEN, DREH DAS SCHIFF UM.“ Boaz beschließt auf dem Merkur zu sterben; Onkelchen folgt dem Rat der Harmoniums, dreht das Raumschiff um und fliegt zur Erde zurück.
10. Kapitel. Er landet auf dem Friedhof von West Barnstable, Massachusetts. Pastor Redwine (49), dem prophezeit worden war, der Ermattete Weltraumwanderer werde ihm erscheinen, läutet die Glocken. In der Kirche hängt, wie überall, die Puppe eines Malachi, die die abstoßende Lebensweise der Vergangenheit symbolisiert. Onkelchen wird von den Bewohnern der Kleinstadt, die nicht wissen, dass er jener Malachi war, begeistert empfangen. Alle Angehörigen der neuen Religion haben sich ein künstliches Handikap zugelegt: Einige haben sich mit Gewichten belastet, damit sie nicht so schnell laufen können, andere ihre Schönheit durch hässliche Kleidung maskiert, wieder andere haben absichtlich einen völlig unpassenden Partner geheiratet.
11. Kapitel. Rumfoord predigt den Hass auf Malachi Constant sowie den Glauben, dass das unverschämte Glück, das Malachi hatte, kein Fingerzeig Gottes war. Außerdem erzählt er Malachi, dass der Erwürgte Stony Stevenson, Onkelchens bester Freund, war.
12. Kapitel. Sterbend offenbart Rumfoord den Sinn der Geschichte: Da Salo auf dem Titan notlanden musste bewirkte er durch den UWZW die 200.000jährige Entwicklung der Menschheit, bis Chrono in Gestalt seines Talismans das erforderliche Ersatzteil auf den Titan bringt.
Malachi, seine Frau Beatrice und ihr gemeinsamer Sohn Chrono landen auf dem Titan, wo sie in einigen Jahren sterben werden.

## Rezeption
Vonnegut, der nicht gläubig war und alle Formen organisierter Religiosität ablehnte, schuf mit diesem Roman eine Religions-Satire, wobei Winston Niles Rumfoord durchaus Gott und dessen Allmacht verkörpert. Inspiriert wurde die Gestalt des Rumfoord vermutlich von einer spöttischen Bemerkung des Zoologen und Philosophen Ernst Haeckel, der in seinem Werk Die Welträtsel (1899) postuliert hatte, Gott sei ein „gasförmiges Wirbeltier“. Ein weiteres Thema des Romans ist die Frage, inwieweit der Mensch frei und selbstbestimmt handeln kann – oder eben nicht. 
Der Literaturkritiker Denis Scheck schreibt über Die Sirenen des Titan: „Für Vonnegut ist es ein Durchbruch zu der Schreibweise, die sein gesamtes folgendes Werk charakterisiert: Auf zahlreichen ineinandergreifenden Erzählebenen wird eine Geschichte berichtet, deren kosmologische Dimensionen alles irdische Geschehen relativieren.“
Durch die teils aberwitzigen Ereignisse und Dialoge des Romans, der auf mehreren Planeten spielt, ergeben sich Bezüge zu dem 20 Jahre später erschienenen Roman Per Anhalter durch die Galaxis von Douglas Adams, der sich mehrfach zu Vonnegut bekannte. In einem Interview sagte Adams auf die Frage nach seinen Vorbildern: 

„Tom Stoppard. Otherwise, Tolstoy I love. Solzhenitsyn. Kurt Vonnegut, who I think is absolutely superb. I’ve read The Sirens of Titan six times now, and it gets better every time. He is an influence, I must own up. Sirens of Titan is just one of those books – you read it through the first time and you think it’s very loosely, casually written. You think the fact that everything suddenly makes such good sense at the end is almost accidental. And then you read it a few more times, simultaneously finding out more about writing yourself, and you realise what an absolute tour de force it was, making something as beautifully honed as that appear so casual. 
(Tom Stoppard, ansonsten liebe ich auch Tolstoi, Solschenizyn. Absolut großartig ist Kurt Vonnegut, denke ich. Die Sirenen des Titan habe ich inzwischen sechsmal gelesen, und es wird immer besser. Er beeinflusst mich, das muss ich zugeben. Die Sirenen des Titan ist eines dieser Bücher, bei dem du beim ersten Lesen glaubst, es sei sehr locker, fast beiläufig geschrieben. Du denkst, die Tatsache, dass am Schluss plötzlich alles einen tieferen Sinn ergibt, sei eher ein Versehen. Und dann liest du es noch öfter und findest gleichzeitig noch mehr über dein eigenes Schreiben heraus und erkennst, was für eine absolute Meisterleistung es war, etwas zu machen, das so schön, wie geschliffen erscheint, und zugleich so beiläufig.)“

Die Sirenen des Titan gehört zu den Lieblingsbüchern von Salman Rushdie.

## Bearbeitungen für Film und Theater
Die Filmrechte besaß längere Zeit Jerry García, Gitarrist der Rockgruppe Grateful Dead. Nach Garcías Tod erwarb der Filmproduzent, Regisseur und Drehbuchautor Robert B. Weide die Rechte. Er verfilmte 1996 Vonneguts Roman Mother Night und drehte 2015 die Dokumentation Kurt Vonnegut: American Made. Im April 2007 wurde bekannt, dass der Drehbuchautor James V. Hart den Roman bereits zu Lebzeiten des Autors in Zusammenarbeit mit diesem adaptiert hatte.
Brigitte Helbling und Niklaus Helbling bearbeiteten das Werk für die Bühne. Die Uraufführung erfolgte am 29. Januar 2015 im Staatstheater Mainz.